# 滇琼楠
滇琼楠（学名：Beilschmiedia yunnanensis），为樟科琼楠属下的一个植物种。种加词 yunnanensis 意为“云南的”。